# Oyabe
Oyabe (japanska: 小矢部市?, Oyabe-shi) är en stad i Toyama prefektur i Japan. Staden fick stadsrättigheter 1962.